# Сиди
Сиди (итал. Siddi) је насеље у Италији у округу Медио Кампидано, региону Сардинија.
Према процени из 2011. у насељу је живело 690 становника. Насеље се налази на надморској висини од 189 м.

## Становништво
Према резултатима пописа становништва 2011. у општини је живело 696 становника.
| 1931. | 1936. | 1951. | 1961. | 1971. | 1981. | 1991. | 2001. | 2011. |
| ----- | ----- | ----- | ----- | ----- | ----- | ----- | ----- | ----- |
| 869   | 871   | 987   | 1.121 | 990   | 903   | 878   | 799   | 696   |

## Партнерски градови
- Gorafe